# Heilig-Geist-Kirche (Friedberg)

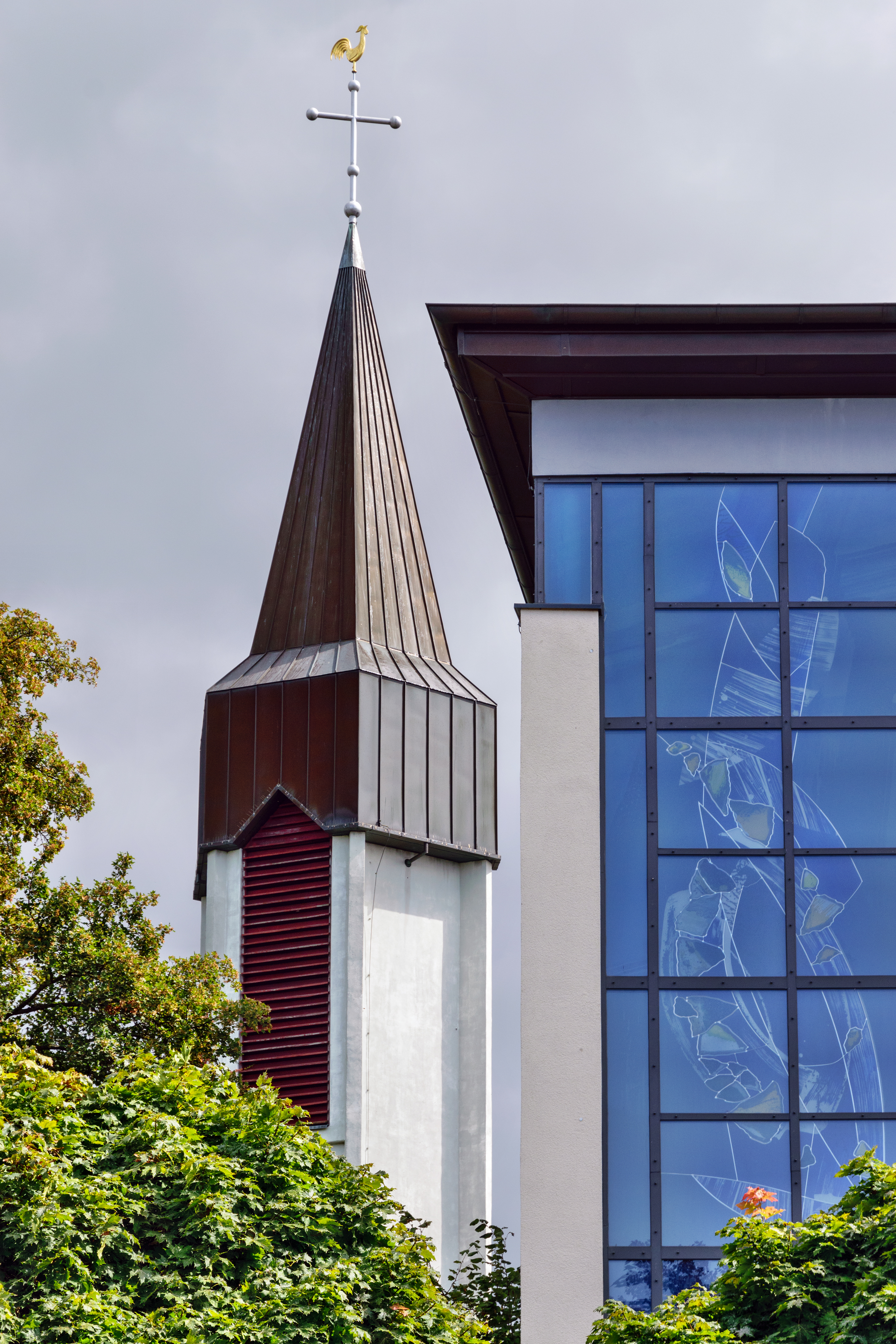
Turm der Heilig-Geist-Kirche

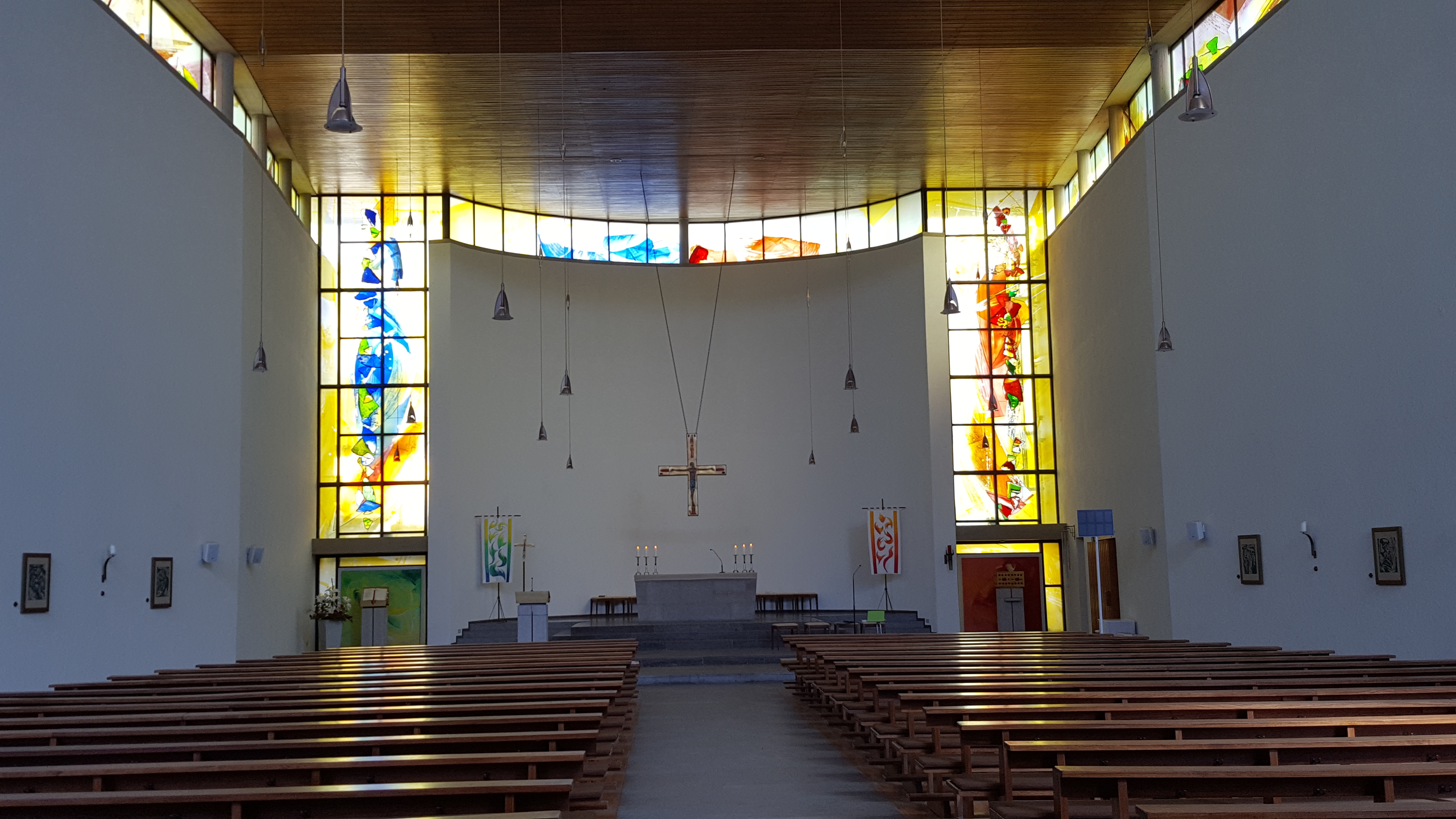
Heilig-Geist-Kirche in Friedberg, Innenraum

Die römisch-katholische Heilig-Geist-Kirche in der Stadt Friedberg (Hessen) gehört zur Kirchengemeinde Mariä Himmelfahrt und umfasst einen dem Heiligen Geist geweihten Sakralraum und eine Taufkapelle.

## Geschichte
Aufgrund des starken Anstiegs der Katholikenzahl nach dem Zweiten Weltkrieg in Friedberg, entschloss man sich im Bischöflichen Ordinariat zum Bau einer weiteren katholischen Kirche. Mit der Planung wurde der Architekt Bernhard Schmitz beauftragt. Am 3. August 1959 erfolgte auf dem Grundstück der erste Spatenstich. Bereits am 28. Juni des Folgejahres wurde die Kirche durch Bischof Albert Stohr konsekriert.

## Bau und Ausstattung
Die Baukubatur der modernen Hallenkirche ist die eines Quaders aus allseitig hell verputztem Beton, unverkennbar durch den Baustil der frühen 1960er Jahre geprägt. Auf einen Glockenturm wurde verzichtet. Das als Wegekirche konzipierte Kirchengebäude, wird durch die räumliche Ausrichtung der Gemeinde nach vorn, zum geosteten Altar, zum Licht und damit zum „schlechthin Offenen“ hin geprägt.
Die Bedeutung des Altarraums als Zentrum des Gemeindegottesdienstes wird durch den aus zwei Parabeln basierenden Grundriss, in deren Brennpunkte der tiefer liegende Taufbrunnen und in der Apsis der erhöhte freistehende Altar gegenüberstehen, noch weiter betont. Rechts und links des Altarraums, sowie beidseitig der Orgelempore, befinden sich Fensterwände des englischen Glaskünstlers Graham Jones. Die östlichen Fenster um die Apsis und den Altarraum sind in Blau- und Rottönen gehalten. Die vertikalen Fensterbänder laufen auf Tabernakel und Ambo zu und ergänzen die Farbkomposition des als Triumphkreuz ausgebildeten Kreuzes, das wie der Tabernakel ein Werk der Fuldaer Benediktinerin Lioba Munz ist. Die in verschiedenen leuchtenden Blautönen gestalteten Fenster am westlichen Ende umschließen die Orgelempore und laufen vertikal auf die beiden Eingangstüren zu. Direkt unter der Empore ziehen die in österlichem Gelb gehaltenen Lichtbänder der Taufkapelle die Blicke an. Die Entwürfe zu den Glasmalereien wurden 2003–2004 im Glasstudio Derix (Taunusstein) umgesetzt.
Als besonderes Ausstattungsmerkmal ist der Taufbrunnen mit lebendigem Wasser zu nennen, der von sieben Monoprints umrahmt wird, die ebenfalls von Graham Jones gestaltet wurden. Zur Ausstattung gehört auch eine von Hermann Volz gestaltete und in Bronze gegossene Schutzmantelmadonna und ein von der Friedberger Künstlerin Elfriede Böhmer gestalteter Kreuzweg aus Linolschnitten.

## Orgel
Anfangs stand in der Kirche eine Walcker-Orgel von 1962 mit neun Registern, die sich auf ein Manual und Pedal verteilten. Die Orgelbaufirma Erich Breitmann ersetzte dieses Instrument 1967 durch eine Kleinorgel mit sieben Registern. 1982 gelangte diese Orgel in die St.-Anna-Kirche in Dorheim und die Gemeinde kaufte eine Walcker-Orgel, die 1959 in Heusenstamm eingeweiht wurde. Diese zweimanualige Orgel mit mechanischen Schleifladen verfügt über 20 Register. Die Disposition lautet wie folgt:
| I Hauptwerk C–g3 |    |
| Prinzipal        | 8′ |
| Offenflöte       | 8′ |
| Prinzipal        | 4′ |
| Oktave           | 2′ |
| Mixtur IV–VI     |    |
| Trompete         | 8′ |

| II Brustwerk C–g3 |       |
| Gedeckt           | 8′    |
| Weidenpfeife      | 8′    |
| Blockflöte        | 4′    |
| Flageolet         | 2′    |
| Quinte            | 1 ⁄3′ |
| Sifflöte          | 1′    |
| Schalmey          | 8'    |
| Sesquialter II    |       |

| Pedal C–f1  |     |
| Subbass     | 16′ |
| Oktavbass   | 8′  |
| Gedecktbass | 8′  |
| Choralbass  | 4′  |
| Feldflöte   | 2′  |
| Posaune     | 16′ |

- Koppeln: II/I, I/P, II/P

## Die Glocken
Lange hatte die Heilig-Geist-Kirche zwar einen Glockenturm, doch ein Geläut gab es darin nicht. Erst am 18. August 1991 wurden die Glocken von Generalvikar Prälat Martin Luley geweiht. Der ursprüngliche Glockenturm musste aufgrund statischer Schwächen für die Aufhängung der vier Bronzeglocken der Kirche abgeändert werden und ist seither ein Campanile mit spitz zulaufendem Dach.
Die Wahl der Heiligen beziehungsweise Seligen, denen die Glocken gewidmet sind, wurde nicht zufällig getroffen. Der Heilige Albertus Magnus steht für die Versöhnung zwischen Wissenschaft und Glaube; die Heilige Elisabeth für die Versöhnung zwischen dem Osten und Westen unseres Vaterlandes, aber auch für die Versöhnung zwischen den Konfessionen. Die selige Edith Stein schließlich steht für die Versöhnung zwischen Christentum und Judentum, aber auch zwischen unserem Volk und allen in den NS-Konzentrationslagern geschundenen Menschen.

## Virtueller Rundgang
Seit 2011 besteht ein virtuelles 360°-Panorama der Heilig-Geist-Kirche. Der erstellte Rundgang ermöglicht neben dem virtuellen Besuch der Kirche auch die Entdeckung der sakralen Objekte. Interaktiv können besondere Elemente aus dem Kirchenraum für weitere Informationen in einem Infofenster aufgerufen werden.